# 섀도런
《섀도런》은 FASA가 1989년에 처음 출판한 과학 판타지 테이블톱 롤플레잉 게임이다. 사이버네틱스와 마법 및 판타지가 공존하는 가상의 미래가 배경으로, 사이버펑크, 도시 판타지와 범죄물 장르를 혼합해 음모론물, 공포물과 추리물 요소를 가미한 것이 특징이다.
1989년에 시작한 이래로 프랜차이즈에 기반한 소설, 비디오 게임, 수집형 카드 게임 등이 발매됐다.